# Бовоа ан Камбрези
Бовоа ан Камбрези (фр. Beauvois-en-Cambrésis) насеље је и општина у североисточној Француској у региону Север-Па д Кале, у департману Север која припада префектури Камбре.
По подацима из 2011. године у општини је живело 2.164 становника, а густина насељености је износила 614,77 становника/km². Општина се простире на површини од 3,52 km². Налази се на средњој надморској висини од 100 метара (максималној 121 m, а минималној 86 m).

## Демографија
| 1962. | 1968. | 1975. | 1982. | 1990. | 1999. | 2011. |
| ----- | ----- | ----- | ----- | ----- | ----- | ----- |
| 2.118 | 2.286 | 2.260 | 2.258 | 2.099 | 1.994 | 2.164 |

График промене броја становника у току последњих година